# Всеукраїнська учнівська олімпіада з математики
Всеукраїнська учнівська олімпіада з математики — щорічне учнівське змагання з математики, яке проводиться у відповідності до наказу Міністерства освіти і науки України.

## Заключний етап Всеукраїнської олімпіади з математики
IV етап Всеукраїнської учнівської олімпіади з математики поділяється на два тури, в кожному з яких усім учасникам пропонується 4 задачі і 4 астрономічні години на їх розв'язання (до 2006 року восьмикласникам пропонувалися 3 задачі на 3 години). Комплект завдань для кожного класу окремий і відповідає чинній на момент проведення етапу програмі з математики Міністерства освіти і науки України рівня стандарту. Ці два етапи проводяться в два окремі дні, проте власне сама олімпіада охоплює зазвичай близько тижня.
Орієнтовний графік подано нижче:
- День 0, вечір. Заїзд для деяких областей зі складним транспортним сполученням з містом проведення олімпіади
- День 1. Заїзд, увечері урочисте відкриття олімпіади
- День 2. Вранці 1 тур, вечір — вільний (підготовка до 2 туру)
- День 3. Вранці 2 тур, після обіду зустріч з місцевими школярами.
- День 4. Розбір завдань з учасниками олімпіади та подання апеляцій
- День 5. Урочисте нагородження переможців та закриття олімпіади. Від'їзд.
- День 6. Від'їзд для деяких областей зі складним транспортним сполученням з містом проведення олімпіади.

У вільний час організаційний комітет може пропонувати учасникам та керівникам команд відвідати визначні місця, театри, музеї тощо.
Після виконання робіт 2 туру журі надає учасникам попередні результати з орієнтовним розподілом дипломів серед учасників кожного класу. Учасник у разі незгоди з отриманою оцінкою роботи може подати апеляцію у визначеній оргкомітетом формі на розгляд апеляційної комісії. Зазвичай рішення про допуск до апеляції виносять голова журі та експерт-консультант олімпіади.
За результатами апеляції журі коригує таблицю результатів та надає учасникам остаточні результати олімпіади із затвердженим на засіданні розподілом серед учасників дипломів. У відповідності до положення, затвердженого наказом Міністерства освіти і науки України, кількість переможців олімпіади не повинна перевищувати 50% від кількості учасників з орієнтовним розподілом дипломів у відношенні 1:2:3. Іншим учасникам вручаються дипломи учасника.

### Місця проведення заключних етапів Всеукраїнської учнівської олімпіади з математики

#### Республіканська олімпіада УРСР[3]
- 1961 — Київ
- 1962 — Київ
- 1963 — Київ
- 1964 — Київ
- 1965 — Київ
- 1966 — Київ
- 1967 — Харків
- 1968 — Одеса
- 1969 — Ужгород
- 1970 — Чернівці
- 1971 — Донецьк
- 1972 — Вінниця
- 1973 — Львів
- 1974 — Дніпропетровськ
- 1975 — Запоріжжя
- 1976 — Івано-Франківськ
- 1977 — Хмельницький
- 1978 — Полтава
- 1979 — Ворошиловград
- 1980 — Кіровоград
- 1981 — Сімферополь
- 1982 — Миколаїв
- 1983 — Ужгород
- 1984 — Херсон
- 1985 — Чернівці
- 1986 — Рівне
- 1987 — Струсів (декларативно Тернопіль)
- 1988 — Луцьк
- 1989 — Черкаси
- 1990 — Дніпропетровськ
- 1991 — Вінниця

#### Всеукраїнська олімпіада
- 1992 — Чернігів
- 1993 — Рівне
- 1994 — Херсон
- 1995 — Івано-Франківськ
- 1996 — Севастополь
- 1997 — Одеса
- 1998 — Миколаїв
- 1999 — Запоріжжя
- 2000 — Суми
- 2001 — Тернопіль
- 2002 — Кам'янець-Подільський
- 2003 — Черкаси
- 2004 — Львів
- 2005 — Мукачеве
- 2006 — Івано-Франківськ
- 2007 — Євпаторія
- 2008 — Дніпропетровськ
- 2009 — Рівне
- 2010 — Полтава
- 2011 — Донецьк
- 2012 — Кіровоград
- 2013 — Львів
- 2014 — Київ
- 2015 — Чернівці
- 2016 — Запоріжжя
- 2017 — Чернігів
- 2018 — Одеса
- 2019 — Черкаси
- 2020 — Онлайн(офіційно не проводилась)
- 2021 — Онлайн(офіційно не проводилась)
- 2022 — Скасована
- 2023 — Ужгород

## Персоналії математичного олімпіадного руху України
Серед найбільш активних пропагандистів та організаторів олімпіадного руху в області математики найбільша частка припадає на співробітників та студентів Київського національного університету імені Тараса Шевченка. Це зокрема професор, доктор фізико-математичних наук, Богдан Владиславович Рубльов та професор, доктор фізико-математичних наук, Номіровський Дмитро Анатолійович, який також є викладачем гуртка математики Українського фізико-математичного ліцею. Також сприяють розвитку математичного олімпіадного руху України вчителі Українського фізико-математичного ліцею, Львівського фізико-математичний ліцею, Київського природничо-наукового ліцею № 145, ліцею "Наукова зміна" міста Києва, Русанівського ліцею та інших.